# Зарнекау
Зарнекау,  фон Царнекау — фамилия, которую получили морганатические супруга и потомство принца Константина Ольденбургского.
20 октября 1882 года от герцога Ольденбургского Агриппина получила для себя и своего потомства титул графов Царнекау (при русском дворе использовался вариант — Зарнекау).
1. Графиня Зарнекау, Агриппина Константиновна (25.10.1855, Рачинский уезд Кутаисской губернии — 10.10.1926 (?), Кисловодск), урождённая Джапаридзе, 1-м браке — Дадиани; развод — 28.06.1882. Во 2-м (морганатическом) браке с 08.10.1882 с принцем Константином Петровичем Ольденбургским. Их дети, с титулом графов Зарнекау:
  1. Зарнекау, Александра Константиновна (28.04.1883, Кутаиси — 28.05.1957, Париж; погребена на кладбище Сент-Женевьев-де-Буа под Парижем). В 1-м браке с 04.02.1900 по 1908 со светлейшим князем Георгием Александровичем Юрьевским. Их сын — Юрьевский, Александр Георгиевич. Во 2-м браке с 17(30).10.1908 с князем Львом Васильевичем Нарышкиным (20.12.1875 — 04.04.1931).
  2. Зарнекау, Екатерина Константиновна (04.09.1884, Кутаиси — 24.12.1963, Париж). В 1-м браке в 1907—1910 с Иваном Ивановичем Пленом (Ploen; 1874—1953). Их дочь Татьяна (1907—1960), в браке с Николаем Владимировичем Ельчаниновым. Во 2-м браке в 1912—1915 с Александром Константиновичем Тоном (1878—1917). В 3-м браке в 1916—1926 с Фёдором Дмитриевичем Хомичевским (1883—1931). В 4-м браке с генералом Павлом Николаевичем Шатиловым (1881—1962). В эмиграции с 1929, проживала во Франции. Информация об обстоятельствах её побега стала известна ОГПУ после того как графиня описала в эмигрантской печати свой побег и опубликовав имена людей, к которым имела большее или меньшее отношение в Петрограде. Это привело к аресту около 40 человек и гибели некоторых из них.
  3. Зарнекау, Николай Константинович (25.04.1886, Кутаиси — 21.01.1976, Камбо ле Бен, Багамские о-ва). В 1-м браке в 1917—1930 с Марианной Эриковной фон Дерфельден (в 1-м браке Дурново, урожд. Пистолькорс (11.11.1890—14.05.1976), дочь княгини Ольги Валерьяновны Палей). Во 2-м браке с 08.06.1935 с Андрианной Аристуа (Haristay, 06.08.1889 — 10.07.1985).
  4. Зарнекау, Алексей Константинович (04.07.1887, Кутаиси — 16.09.1918, Кронштадт). В браке с 06.09.1918 с Анной Джамгаровой, урожд. Берс (08.08.1891—22.10.1959). В 1914 — на фронте вольноопределяющимся, в 1915 — произведен в офицеры; прапорщик Татарского конного полка; позднее — прапорщик 4-го Заамурского пограничного конного полка. В сентябре 1918 — женился и через десять дней был арестован в Петрограде как заложник и расстрелян[1].
  5. Зарнекау, Петр Константинович (14.05.1889, Кутаиси — 04.11.1961, Париж). В 1-м браке с 11(24).10.1914 с княжной Тамарой Прокопьевной Шервашидзе (08(20).11.1896 — 27.02.1931)[2]. Их дети: Константин (25.05(07.06).1916, Петроград — 24.05.1977, Сарсель, деп. Валь-ду’Аз, Франция), Нина (р. 16.07.1919, Гагры Кутаисской губернии). Во 2-м браке с 08.07.1934 с Александрой Фёдоровной, урожд. Анненковой (12(25).06.1906 — 08.01.1985).
  6. Зарнекау, Нина Константиновна (01.08.1892, Кутаиси — 1922, Кисловодск)